# Тюмень (станция)
Тюмень — железнодорожная станция Тюменского региона Свердловской железной дороги, находящаяся в городе Тюмени.

## История
Станция образована в 1885 году при строительстве железнодорожной ветки Екатеринбург — Тюмень Уральской горнозаводской железной дороги.
С 1909 года было начато строительство Тюмень-Омской железной дороги, вошедшая после постройки в состав Омской железной дороги вместе с веткой Екатеринбург — Тюмень уже Пермской железной дороги.

## Вокзал
Железнодорожный вокзал появился в Тюмени в 1885 году. 
Современное здание комплекса железнодорожного вокзала открыто 7 октября 1974 года. В вокзальный комплекс входят кассовый зал, зал ожидания, багажное отделение и 9-этажное административно-гостиничное здание.
В 2003—2010 годах здание вокзала подверглось капитальной реконструкции и ремонту, в ходе которой были демонтированы старые коммуникации, а восточная часть вокзала (со стороны привокзальной площади) стала шире на 10 метров. В результате перепланировки в залах ожидания могут находиться порядка 1,5 тыс. человек в сутки (до реконструкции вместимость залов была в два раза меньше). С зала ожидания на вторую платформу можно попасть по подземному пешеходному переходу, к остальным платформам ведёт переход через железнодорожные пути.
Поток пассажиров рос, расписание поездов станции Тюмень становилось всё более разнообразным, поэтому необходима была модернизация. С 2003 года по февраль 2010 года вокзал реконструировался. Реконструкция восточной части вокзального комплекса осуществлялась в течение четырёх лет. Старые инженерные коммуникации демонтировались, реконструировался пешеходный переход к платформам. В результате восточная часть вокзала увеличилась, здание на 10 метров продлили в сторону привокзальной площади. Площадь залов ожидания существенно увеличилась. По контуру здания установлены витражи и стеклопакеты. Была выполнена отделка фасадов залов ожидания и девятиэтажного здания администрации.
Основная часть работ была выполнена внутри здания вокзала: обновлены инженерные сети, была установлена комплексная система автоматизации, включающая информационное обеспечение, системы вентиляции, связь, электропитание. В залах ожидания одновременно могут находиться 1,5 тысячи человек.
Вокзал располагает подземными и надземными переходами. На входе в здание вокзала установили металлодетектор.

## Деятельность
Станция открыта для грузовой работы.

## Пассажирское движение

### Дальнее сообщение
По состоянию на январь 2022 года через станцию курсируют следующие поезда дальнего следования:
| № поезда                        | Маршрут                         | № поезда                        | Маршрут                         |
| Круглогодичное движение поездов | Круглогодичное движение поездов | Круглогодичное движение поездов | Круглогодичное движение поездов |
| ------------------------------- | ------------------------------- | ------------------------------- | ------------------------------- |
| 1 «Россия»                      | Владивосток — Москва            | 2 «Россия»                      | Москва — Владивосток            |
| 3                               | Пекин — Москва                  | 4                               | Москва — Пекин                  |
| 5                               | Улан-Батор — Москва             | 6                               | Москва — Улан-Батор             |
| 11 «Ямал»                       | Новый Уренгой — Москва          | 12 «Ямал»                       | Москва — Новый Уренгой          |
| 13 «Новокузнецк»                | Новокузнецк — Санкт-Петербург   | 14 «Новокузнецк»                | Санкт-Петербург — Новокузнецк   |
| 19 «Восток»                     | Пекин — Москва                  | 20 «Восток»                     | Москва — Пекин                  |
| 37 «Томич»                      | Томск — Москва                  | 38 «Томич»                      | Москва — Томск                  |
| 55 «Енисей»                     | Красноярск — Москва             | 56 «Енисей»                     | Москва — Красноярск             |
| 59 «Тюмень»                     | Нижневартовск — Москва          | 60 «Тюмень»                     | Москва — Нижневартовск          |
| 63                              | Новосибирск — Минск             | 64                              | Минск — Новосибирск             |
| 67                              | Абакан — Москва                 | 68                              | Москва — Абакан                 |
| 69                              | Чита — Москва                   | 70                              | Москва — Чита                   |
| 73                              | Тюмень — Санкт-Петербург        | 74                              | Санкт-Петербург — Тюмень        |
| 75                              | Омск — Симферополь              | 76                              | Симферополь — Омск              |
| 77                              | Абакан — Москва                 | 78                              | Москва — Абакан                 |
| 81                              | Улан-Удэ — Москва               | 82                              | Москва — Улан-Удэ               |
| 87                              | Нижневартовск — Самара          | 88                              | Самара — Нижневартовск          |
| 91                              | Северобайкальск — Москва        | 92                              | Москва — Северобайкальск        |
| 93/94                           | Нижневартовск — Барнаул         | 93/94                           | Барнаул — Нижневартовск         |
| 95                              | Барнаул — Москва                | 96                              | Москва — Барнаул                |
| 99                              | Владивосток — Москва            | 100                             | Москва — Владивосток            |
| 101                             | Нижневартовск — Пенза           | 102                             | Пенза — Нижневартовск           |
| 103                             | Новосибирск — Брест             | 104                             | Брест — Новосибирск             |
| 107                             | Нижневартовск — Волгоград       | 108                             | Волгоград — Нижневартовск       |
| 109                             | Новый Уренгой — Москва          | 110                             | Москва — Новый Уренгой          |
| 115                             | Томск — Адлер                   | 116                             | Адлер — Томск                   |
| 117                             | Новокузнецк — Москва            | 118                             | Москва — Новокузнецк            |
| 125/126 «Обь»                   | Новый Уренгой — Новосибирск     | 125/126 «Обь»                   | Новосибирск — Новый Уренгой     |
| 135                             | Барнаул — Москва                | 136                             | Москва — Барнаул                |
| 137/138                         | Новокузнецк — Нижневартовск     | 137/138                         | Нижневартовск — Новокузнецк     |
| 139                             | Барнаул — Адлер                 | 140                             | Адлер — Барнаул                 |
| 143                             | Нижневартовск — Уфа             | 144                             | Уфа — Нижневартовск             |
| 147                             | Нижневартовск — Астрахань       | 148                             | Астрахань — Нижневартовск       |
| 309                             | Новый Уренгой — Екатеринбург    | 310                             | Екатеринбург — Новый Уренгой    |
| 331                             | Новый Уренгой — Уфа             | 332                             | Уфа — Новый Уренгой             |
| 341                             | Нижневартовск — Оренбург        | 342                             | Оренбург — Нижневартовск        |
| 345                             | Нижневартовск — Адлер           | 346                             | Адлер — Нижневартовск           |
| 373                             | Тюмень — Махачкала              | 374                             | Махачкала — Тюмень              |
| 377                             | Новый Уренгой — Казань          | 378                             | Казань — Новый Уренгой          |
| 379                             | Новый Уренгой — Оренбург        | 380                             | Оренбург — Новый Уренгой        |
| Сезонное движение поездов       |                                 |                                 |                                 |
| 207                             | Нижневартовск — Тюмень          | 208                             | Тюмень — Нижневартовск          |
| 589                             | Новый Уренгой — Тюмень — Адлер  | 590                             | Адлер — Тюмень — Новый Уренгой  |
| 595                             | Новый Уренгой — Тюмень — Анапа  | 596                             | Анапа — Тюмень — Новый Уренгой  |

### Пригородное сообщение
| № поезда           | Маршрут                            | № поезда           | Маршрут                            |
| ------------------ | ---------------------------------- | ------------------ | ---------------------------------- |
| 6117/6119 экспресс | Ишим — Тюмень                      | 6158/6160 экспресс | Тюмень — Ишим                      |
| 6155               | Заводоуковская — Тюмень            | 6156               | Тюмень — Заводоуковская            |
| 6171               | Вагай — Тюмень                     | 6172               | Тюмень — Вагай                     |
| 6173               | Вагай — Тюмень                     | 6174               | Тюмень — Вагай                     |
| 6179/6183          | Тобольск — Тюмень                  | 6180/6188          | Тюмень — Тобольск                  |
| 6181               | Тюмень — Талица                    | 6184               | Талица — Тюмень                    |
| 6182               | Ощепково — Войновка                | 6187               | Войновка — Ощепково                |
| 6185/6703          | Тюмень — Екатеринбург-Пассажирский | 6704/6186          | Екатеринбург-Пассажирский — Тюмень |